# Orthomnion loheri
Orthomnion loheri är en bladmossart som beskrevs av Brotherus 1905. Orthomnion loheri ingår i släktet Orthomnion och familjen Mniaceae. Inga underarter finns listade i Catalogue of Life.